# Szahrak-e Sanati-je Szomare-je Do Kerman
Szahrak-e Sanati-je Szomare-je Do Kerman – miejscowość w południowym Iranie, w ostanie Kerman. W 2006 roku miejscowość liczyła 167 mieszkańców w 45 rodzinach.